# Сепульведа, Хосе
Хосе Мария Сепульведа Галиндо (исп. José María Sepúlveda Galindo) (25 августа 1917 года, Курико, Мауле, Чили — 9 октября 1988 года, Сантьяго, Чили) — чилийский военный и политический деятель. Генеральный директор Корпуса карабинеров (1970—1973). Министр земель и колонизации Чили во втором военно—гражданском кабинете Сальвадора Альенде (9 августа — 11 сентября 1973 года). Масон.
Соратник генерала Карлоса Пратса, противник вмешательства Вооружённых сил в политическую жизнь страны. Будучи сторонником конституционного статуса Корпуса карабинеров, поддерживал президента Альенде и коалицию «Народное единство». Принял активное участие в подавлении мятежа «Танкетасо», совместно с министром национальной обороны Хосе Тоа пытался выявить связи военных заговорщиков с неофашистской террористической группировкой «Патриа э либертад», однако не смог предупредить участие в антиправительственном заговоре своих подчинённых во главе с генералами Мендоса и Йоване.
Отстранён от командования и арестован сторонниками путчистов во время военного мятежа 11 сентября 1973 года.

## Биография
- 1936 год — поступил на военную службу в Корпус карабинеров Чили.
- 1938 год — присвоено звание сублейтенанта.
- 1940 год — получил звание лейтенанта.
- 1950 год — повышен до капитана.
- 1957 год — присвоение звания майора.
- 1961 год — повышен до подполковника.
- 1964 год — досрочно присвоено звание полковника.
- 1967 год — получено звание генерала-субинспектора.
- 1968 год — генерал-инспектор.
- 1970 год — Генеральный директор Корпуса карабинеров Чили.

Как командующий Корпуса карабинеров, отвечал за обеспечение порядка во время президентских выборов 1970 года, в ходе которых столкнулся с противодействием боевиков Левого революционного движения (МИР). Несмотря на их попытки спровоцировать столкновения в Сантьяго и южных регионах страны, добился успешного проведения голосования. Поддержал избранного президента Сальвадора Альенде.

### В правительстве Народного единства
Рост политического экстремизма в Чили, спровоцированный неконструктивной позицией руководства Христианско-демократической партии, забастовкой грузоперевозчиков, деятельностью ультралевых (МИР) и ультраправых («Патриа э либертад») террористических групп и активным вмешательством во внутренние дела страны со стороны ЦРУ США, вызвали серьёзную обеспокоенность со стороны той части военного командования, которая выступала за неукоснительное соблюдение Конституции. 12 января 1973 года главнокомандующий Сухопутными войсками ВС Чили генерал Пратс, адмирал Уэрта и генерал Сепульведа подписали декларацию, в которой, в частности, говорилось: «…мы заявляем, что — как члены вооруженных сил… разделяем национальную необходимость принятия срочных мер в рамках закона для борьбы против причин и последствий чёрного рынка, спекуляции и припрятывания товаров».
Президент Альенде, столкнувшись с резкой эскалацией внутриполитической обстановки и всё возрастающей угрозой военного путча, пошёл на преобразование своего правительства в военно—гражданское, включив в него Пратса (получившего посты вице-президента и министра внутренних дел) и ещё ряд генералов. 27 июня 1973 года в Сантьяго было объявлено чрезвычайное положение, генерал Сепульведа был назначен военным комендантом столицы страны. В тот же день были арестованы 2 офицера и 7 унтер-офицеров, уличённых в связях с ПИЛ и подготовке заговора, направленного против правительства.
28 июня Сепульведа объявил на пресс-конференции, что в армии разоблачён военный заговор, в котором замешаны гражданские лица и младшие офицеры. Идут аресты, и путчисты дают показания следствию. На следующий день оставшиеся на свободе заговорщики во главе с командиром 2-го бронетанкового полка полковником Роберто Супером предприняли попытку переворота. Пока генерал Пратс поднимал по тревоге оставшиеся лояльными правительству войска, Сепульведа прислал к резиденции президента на улице Томаса Мора два батальона карабинеров и шесть танкеток, в сопровождении которых Альенде прибыл во дворец «Ла-Монеда». Сил карабинеров хватило, чтобы удерживать оборону до подхода частей Пратса, деблокировавших президентский дворец и подавивших мятеж.
Несмотря на отражение «Танкетасо», положение социалистического правительства оставалось крайне шатким, но президент Альенде рассчитывал на поддержку Пратса и его сторонников в армии, надеясь перехватить инициативу у правых сил и сорвать путч. 9 августа после мощной массовой демонстрации в поддержку правительства, Альенде объявил о создании нового военно-гражданского Кабинета министров — правительства «национальной безопасности». Карлос Пратс стал министром обороны, командующий ВМС адмирал Монтеро — министром финансов, главком ВВС Руис — министром общественных работ и транспорта, командующий корпусом карабинеров Сепульведа — министром колонизации и освоения земель. Альенде заявил, что это — «правительство последней надежды» для Чили. Однако большая часть военного командования уже примкнула к путчистам.
11 сентября 1973 года хунта заговорщиков во главе с генералом Пиночетом подняла мятеж. Прибывший в «Ла Монеду» Сепульведа заверил президента, что Корпус карабинеров стоит на стороне правительства, однако он не знал, что реально карабинерами уже командует его заместитель Мендоса, который полностью поддержал переворот. После того, как Сепульведа покинул дворец, он был арестован путчистами.